# 伍丁維爾 (華盛頓州)
伍丁維爾（Woodinville）位於美國華盛頓州金郡，本市南鄰同為金郡的柯克蘭，西面接壤為柯克蘭與屬於金郡的博瑟爾；北面則為屬於斯諾霍米什郡的博瑟爾；東面包括了村舍湖地區與莫特比。2010年美國人口普查時人口為10,938人。本市為西雅圖都會區的一部分。伍丁維爾在瑟馬米什河畔有許多河濱公園，眺望著釀酒廠和林木茂密的住宅區。

## 資料來源
1. ↑  .   [2011-08-30]. （原始内容存档于2018-12-23）.
2. ↑  . United States Census Bureau.   [2008-01-31].
3. ↑  . United States Geological Survey. 2007-10-25  [2008-01-31].

## 外部連結
- （英文） 伍丁維爾市 （页面存档备份，存于）